# Dayah Tutong
Dayah Tutong is een bestuurslaag in het regentschap Pidie van de provincie Atjeh, Indonesië. Dayah Tutong telt 450 inwoners (volkstelling 2010).